# Губерлински планини
Губерлинските планини (на руски: Губерлинские горы) са ниски планини в югоизточната част на Южен Урал, на територията на Оренбургска област в Русия и частично в Казахстан. Простират се на около 70 km, основно в басейна на река Губерля (десен приток на Урал) и покрай двата бряга на река Урал при нейния голям завой на запад, където тя ги проломява на протежение от 45 km. На юг се свързват с планината Мугоджари. Средна височина 300 – 350 m, максимална над 400 m. Изградени са основно от долно- и среднопалеозойски туфи, силициеви и глинести шисти. По склоновете ѝ широко е разпространена степната растителност. Експлоатират се големи находища на желязна, медна и никелова руда.
Първите научни изследвания в района на планината са извършени през 1769 г. от немския естествоизпитател на руска служба Петер Симон Палас. През 1829 г. друг немски геолог на руска служба Ернест Хофман извършва задълбочени геоложки изследвания в района и открива големите залежи от полиметлани руди, които по-късно започват да се разработват.